# Marlene Dietrich
Marlene Dietrich, pseudonimo di Marie Magdalene Dietrich (/maɐ̯ˈleːnə ˈdiːtʀɪç/; Schöneberg, 27 dicembre 1901 – Parigi, 6 maggio 1992), è stata un'attrice e cantante tedesca naturalizzata statunitense, fra le più note icone del mondo cinematografico della prima metà del Novecento.
La Dietrich lasciò un'impronta duratura attraverso la sua recitazione, le sue immagini e l'interpretazione delle canzoni (arricchite da una voce ammaliante e sensuale). Fu una delle prime dive, grazie a un insieme di qualità che la fece entrare nella leggenda dello show business quale modello di femme fatale per antonomasia. Il suo mito nacque e si sviluppò in contrapposizione a quello di Greta Garbo, entrambe star di punta di due compagnie di produzione rivali.
L'American Film Institute ha inserito la Dietrich al nono posto tra le più grandi star della storia del cinema.

## Biografia
Nacque a Schöneberg, oggi quartiere di Berlino, il 27 dicembre 1901, da Louis Erich Otto Dietrich (ufficiale di polizia) e da Elisabeth Josephine Felsing (figlia di un gioielliere), anche se lei stessa dichiarò più volte di essere nata nel 1904. Dal 1907 al 1919 frequentò le scuole di Berlino e di Dessau: a quattro anni iniziò a studiare il francese, l'inglese, il violino (in seguito anche con Friedrich Seitz) e il pianoforte. A causa di uno strappo ai legamenti di un dito della mano fu costretta a interrompere lo studio della musica strumentale e si diplomò come cantante all'Accademia di Berlino.

### Le prime interpretazioni
Nel 1922 iniziò a calcare i palcoscenici dei teatri di Berlino e di Vienna. Ammessa alla scuola di recitazione del Großes Schauspielhaus Berlin iniziò a lavorare con il regista Max Reinhardt, ottenendo piccole parti in alcuni film muti. Il 17 maggio 1923 sposò Rudolf Sieber, un aiuto regista, e un anno dopo nacque la figlia Maria Elisabeth. Nel 1929 arrivò la sua prima interpretazione da protagonista nel film Enigma.

### L'angelo azzurro

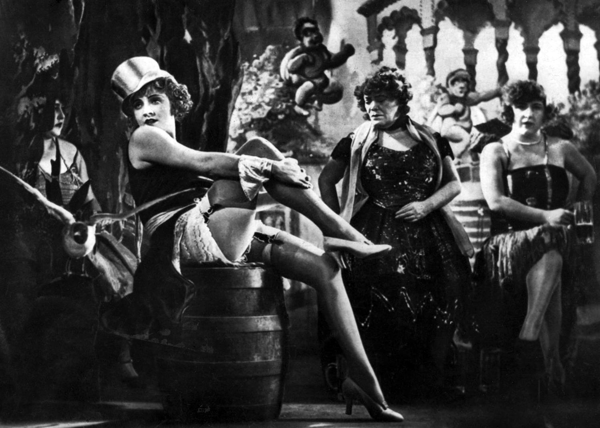
Marlene Dietrich in L'angelo azzurro (1930)

Nell'ottobre dello stesso anno firmò il contratto per interpretare il film che le diede la fama, L'angelo azzurro, con la regia di Josef von Sternberg, tratto da un romanzo di Heinrich Mann, fratello del più famoso Thomas.
In questo film, che è anche il primo film sonoro del cinema tedesco, la si vede sfoderare un tocco di perversa sensualità e interpretare la famosa canzone Lola Lola. Le pellicola venne girata in versione multipla, in tedesco e in inglese. I costumi furono disegnati da lei stessa (in seguito saranno disegnati dal sarto Travis Banton). È in questo periodo che il regista Sternberg la convinse a farsi togliere quattro molari e la mise a dieta ferrea per darle un aspetto più "drammatico".
Il giorno dopo la prima de L'angelo azzurro, la stampa berlinese la proclamò una star, capace di mettere in secondo piano anche la prova recitativa del grande attore Emil Jannings, ma l'attrice in quel momento era già sul transatlantico che la portava in America.

### La gloria a Hollywood
Mentre il regista stava ancora montando la versione definitiva, la Paramount, che distribuiva negli Stati Uniti d'America L'angelo azzurro, il 29 gennaio 1930 telefonò alla nuova stella e le offrì un contratto di sei anni con uno stipendio iniziale di 500 dollari a settimana e aumenti fino a 3 500 al settimo anno. L'attrice accettò, ma riuscì a inserire nel contratto una clausola accessoria importante, che si rivelerà onerosa per lo studio: quella di poter scegliere il regista dei suoi film, una condizione maturata per paura di perdere la collaborazione di Sternberg.
Sul viaggio in transatlantico incontrò Travis Banton, il costumista con il quale collaborò sempre, con il quale aveva in comune l'ammirazione per Sternberg e una straordinaria resistenza fisica alla fatica. Fu in questo periodo che Sternberg le scattò la famosa foto vestita da yachtman, che venne diffusa dalla Paramount con la frase di lancio dell'immagine divistica di Marlene: "La donna che perfino le donne possono adorare". Il glamour di quell'immagine spazzò via tutte le remore della Paramount, che invano aveva tentato di proibirle di mostrarsi in pantaloni: a quell'epoca, indossare vestiti di foggia maschile per una donna era un atto quasi sovversivo.
Il 2 aprile 1930 Marlene Dietrich arrivò così a Hollywood, dove si rifugeranno dopo il 1933 anche alcuni tra i migliori attori, registi e tecnici del cinema tedesco dell'epoca, in fuga dal nazismo, come Fritz Lang. La Paramount la mise in contrapposizione a Greta Garbo, la star scandinava della MGM. La diva tedesca aveva anche il dono del canto, il che le dava una carta in più nel cinema sonoro. Sternberg la plasmò: appena arrivati la mise a dieta ferrea, le fece estrarre quattro molari perché la luce scivolasse meglio sull'ovale del viso e le fece tingere i capelli di biondo platino.
La Dietrich iniziò quindi a recitare in una serie di film memorabili girati dal suo regista di fiducia, Sternberg, e fotografata solo e soltanto da Rudolph Maté, che le creò quell'immagine di graffiante ma raffinata sensualità che la consegnò alla popolarità mondiale.

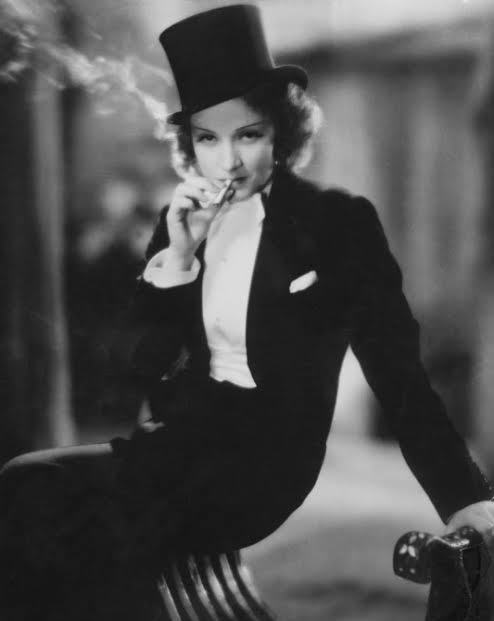
Marlene Dietrich in Marocco (1930)

Il primo film statunitense fu Marocco, girato nell'ottobre 1930, nel quale cantava due canzoni e che le valse la candidatura all'Oscar come migliore attrice. Marocco uscì negli Stati Uniti d'America prima de L'angelo azzurro (dicembre 1930) e nel marzo 1931 arrivava già nelle sale Disonorata: in pochi mesi era già diventata una star cinematografica mondiale.

In Marocco restò famosa la sua performance canora vestita da uomo e il bacio con una donna del pubblico, una scena che resta una delle prime rappresentazioni di un bacio omosessuale della storia del cinema. Per Shanghai Express (1932) venne accuratamente studiato il suo look: vestiti neri che la snellissero e piume nere di gallo da combattimento. L'anno dopo Sternberg si rifiutò di dirigerla ne Il cantico dei cantici (1933), ma le suggerì comunque di chiedere che la regia venisse affidata a Rouben Mamoulian, cosa che lei fece puntualmente in virtù della sua libertà contrattuale in merito alla scelta dei registi.

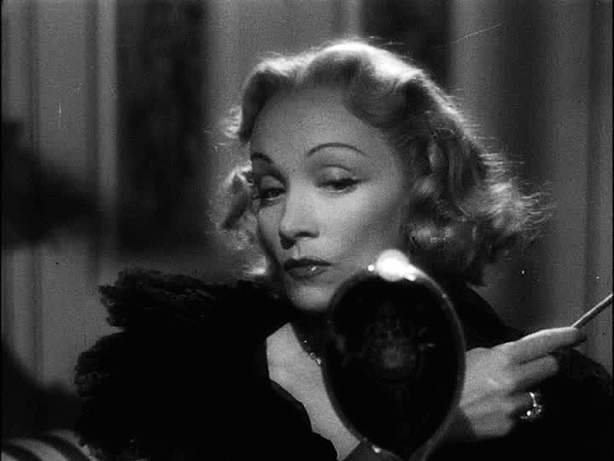
Marlene Dietrich in Paura in palcoscenico di Alfred Hitchcock (1950)

I film successivi più celebri sono tutti declinazioni su sfondo fantasiosamente esotico della sua immagine di diva, come era successo in Marocco: 
l'URSS con L'imperatrice Caterina (1934), la Spagna con Capriccio spagnolo (1935), che fu l'ultimo film nel quale collaborò con Sternberg. Per quest'ultimo film, l'attrice voleva dare una sfumatura mediterranea al personaggio di Conchita e cercò di scurirsi gli occhi, usando un collirio per dilatare le pupille. Non riuscendo però a muoversi sul set, confessò a Sternberg la sua cattiva trovata ed egli la rassicurò: con un pezzo di carta che copriva una parte del riflettore che illuminava il suo primo piano, riuscì a darle la sfumatura bruna cercata.
La professionalità e la determinazione della Dietrich sul set erano proverbiali. Con la disciplina pretendeva da sé stessa un'interpretazione perfetta, che coprisse eventuali pecche sul profilo dell'interpretazione drammatica. In Capriccio spagnolo, ad esempio, Sternberg aveva ideato la scena di presentazione di un personaggio, con il primo piano di un palloncino che scoppia e mostra il volto della diva. Le venne richiesto di restare impassibile allo scoppio del palloncino, evitando il riflesso naturale di sbattere almeno le palpebre: essa si sottopose a prove estenuanti, ma alla fine riuscì a eseguire la corretta performance.

### Il grande successo negli Stati Uniti e la cittadinanza

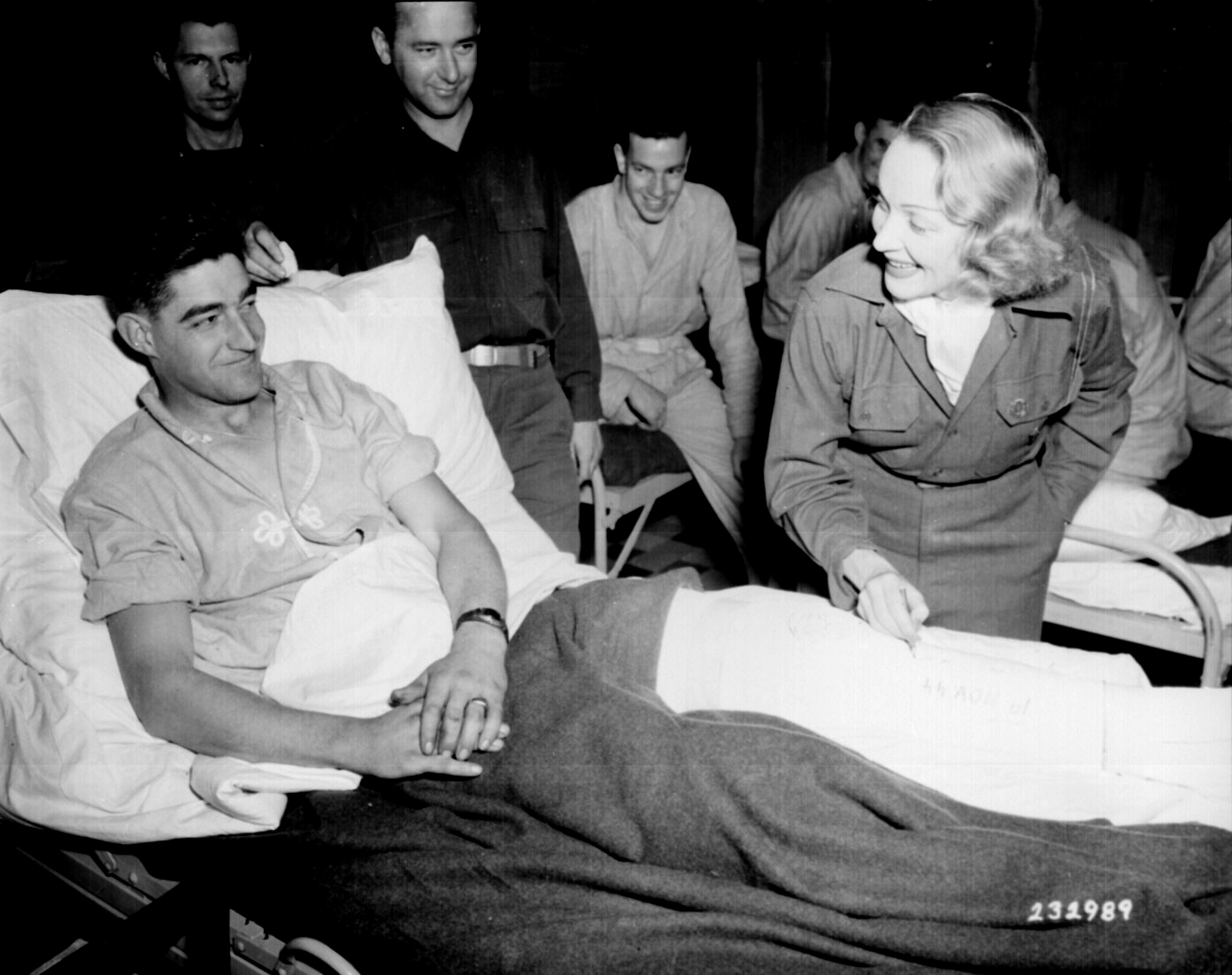
Marlene Dietrich firma sul gesso di un soldato americano ferito durante la seconda guerra mondiale

Nel 1934 arrivò a guadagnare 350 000 dollari l'anno, una cifra astronomica che la rendeva una delle persone più ricche degli Stati Uniti. Sempre nello stesso anno fece un viaggio in Europa. I suoi familiari la seguirono poi nell'avventura americana, anche se ormai viveva separata dal suo unico marito che conviveva con una sua ex amica. Del resto erano innumerevoli le avventure che si concedeva con amanti di ambo i sessi. La sua era una vita che molti definivano scandalosa. Il rapporto con Sternberg era molto teso: entrambi si sfidavano continuamente e arrivavano ad aggredirsi verbalmente durante le riprese. La rottura definitiva avvenne nel 1935, soprattutto per volontà del regista. L'immagine della diva tedesca restò comunque ancorata a quella creata da Sternberg. 
Dopo sette anni di permanenza negli USA ottenne la cittadinanza. Con gli americani collaborò durante la seconda guerra mondiale, intraprendendo varie tournée di intrattenimento per le truppe, in cui cantava in inglese la canzone tedesca Lili Marleen, che divenne poi il suo inno. 
Dal 1954, quando la carriera cinematografica era in declino, su consiglio del commediografo Noël Coward, che ne fu l'organizzatore, si esibì in spettacoli in cui cantava le canzoni dei suoi film e intratteneva il pubblico con monologhi estemporanei. Lo show fu portato in giro per tutto il mondo con grande successo e con lauti compensi.
Ma alla fine degli anni cinquanta la Dietrich diede ancora due grandi prove d'attrice nei classici Testimone d'accusa (1957) di Billy Wilder e L'infernale Quinlan (1958) di Orson Welles, mentre nel 1961 diede un'ottima interpretazione in Vincitori e vinti, capolavoro di Stanley Kramer dove recitò accanto a Spencer Tracy, Maximilian Schell, Burt Lancaster, Montgomery Clift, Richard Widmark e Judy Garland. Per la sua performance in questo film, la Dietrich vinse il David di Donatello Speciale.

### Il tramonto

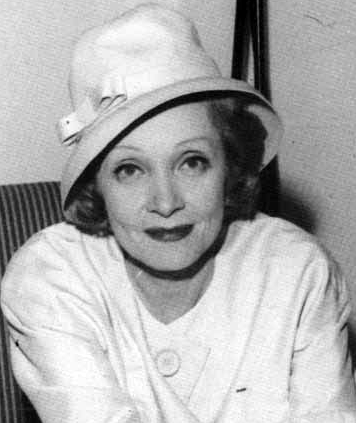
Marlene Dietrich nel 1960

Secondo alcune fonti, i primi problemi di salute dell'artista si manifestarono per la prima volta nel 1972, in occasione di uno spettacolo al Queen's Theatre di Londra, durante il quale cadde dopo un'uscita di scena. Ad aggravare ancora di più la situazione si aggiunse un'ulteriore caduta, avvenuta durante un'esibizione tenutasi a Ottawa, in Canada, e, successivamente, quella dell'ultima apparizione pubblica a Sydney, in Australia, nel 1975. L'attrice decise così di ritirarsi dalle scene.
Nel 1978 fu convinta a ritornare un'ultima volta sugli schermi interpretando la parte della baronessa nel film Gigolò, accanto a David Bowie. Sei anni dopo, nel 1984, l'attore Maximilian Schell le dedicò un film-documentario, Marlene, che l'attrice accettò di fare solo per denaro. Non camminava già quasi più a causa di una frattura al femore, provocata da una caduta in bagno mentre era, si disse, completamente ubriaca. Per non far conoscere le sue reali condizioni, si presentò all'intervista su una sedia a rotelle, dichiarando di essersi distorta una caviglia. Inoltre pretese e ottenne dal regista di non apparire, se non in materiale di repertorio, e di far solamente udire la propria voce. 
Poco dopo aver collaborato a questo documentario le sue condizioni fisiche peggiorarono ulteriormente e finì per immobilizzarsi del tutto.
Marlene Dietrich morì dopo circa otto anni di immobilizzazione a letto, il 6 maggio 1992, nel suo appartamento parigino di Avenue Montaigne 12. 
La lunga degenza era stata accompagnata da fasi depressive acute. 
Il decesso fu attribuito ufficialmente a un infarto che la colpì nel sonno, tuttavia le cause della morte sono sempre rimaste poco chiare, specialmente dopo le dichiarazioni rilasciate nel 2002 dalla sua segretaria Norma Bousquet, la quale affermò che l'attrice si era suicidata ingerendo una forte dose di sonnifero che chiese che le venisse somministrato.. La camera ardente fu aperta al pubblico, sin dal giorno della sua morte, nella chiesa della Madeleine a Parigi e venne successivamente spostata in Germania; fu sepolta il 16 maggio nel cimitero di Friedenau a Berlino, accanto alla madre.
(Marlene Dietrich, Marlene D., 1984)

### L'immagine della Diva
(Marlene Dietrich, Marlene D., 1984)
L'immagine di diva di Marlene Dietrich venne modellata da Sternberg, che la tratteggiò con efficacia nelle sette regie dei primi anni trenta, e venne replicata all'infinito, anche nelle sue performance canore dal vivo. La sua immagine era essenzialmente quella di donna fatale, trasgressiva, dominatrice, altera e fiera, ma il tratto più originale era il rapporto duplice che Marlene poteva avere con entrambi i sessi, trattato in maniera esplicita. Anche la Garbo evocava l'androginia, ma il suo personaggio era più spirituale e psicologico, sempre legato all'immagine di donna fredda e calcolatrice o eroina romantica. Marlene era invece "la donna che perfino le donne possono adorare".

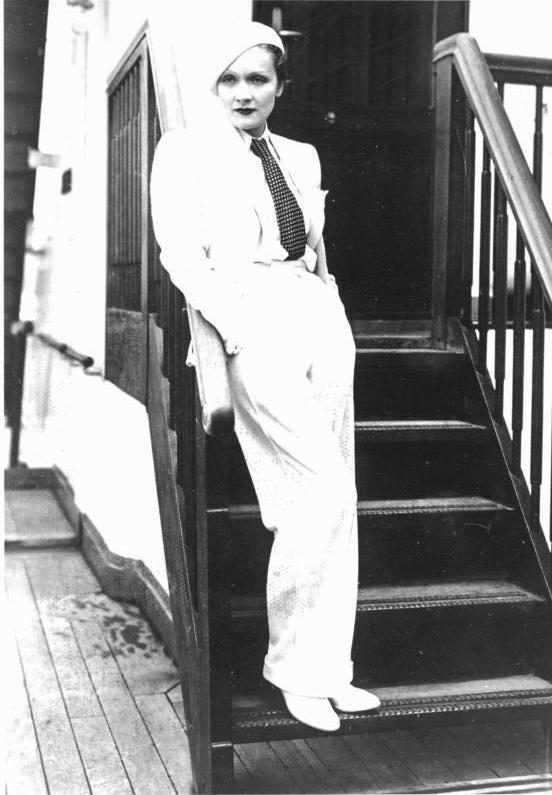
Marlene Dietrich in abiti maschili nel 1933

La figlia della Dietrich riportò come, fin dal primo incontro con Sternberg, sua madre avesse colpito subito il regista, che prima di farla cantare in inglese le fissò personalmente gli spilli al vestito e le sistemò i capelli. Nei film tedeschi la Dietrich non si riteneva fotogenica, ma Sternberg riuscì a renderla ancora più bella.
In Marocco venne ripresa dall'operatore Lee Garmes, che la seguì anche nei tre film successivi. La luce che creò per esaltare la sua immagine era un morbido flou, con luce da nord alla Rembrandt, in maniera da valorizzare i suoi zigomi. Le scene girate di notte inoltre erano illuminate come in pieno giorno.
La collaborazione tra Sternberg, Banton, Garmes e la stessa Dietrich creò la sua immagine divenuta leggendaria. Secondo le lettere che ella scrisse al marito a proposito di Marocco, Sternberg giocò con la luce, creando un'aureola con le punte dei capelli illuminati, scavando le sue guance con le ombre, ingrandendole gli occhi. Ma Marlene non era un soggetto passivo nelle mani del regista e dei collaboratori: anch'ella era un soggetto attivo nella creazione della sua immagine, dalla quale traspariva anche un forte autocompiacimento. Accanto alla cinepresa faceva sempre sistemare un grande specchio semovente dove controllava la sua figura. Sternberg le scrisse: «Hai permesso alla mia macchina da presa di adorarti e a tua volta hai adorato te stessa».
Un problema di immagine nacque quando, nel 1931, la Dietrich fece portare a Hollywood sua figlia: la Paramount era infatti preoccupata che l'immagine di donna fatale non si conciliasse con quella di madre. Ma allora venne l'intuizione, poi usata per moltissime star, di mescolare il materiale biografico per diffondere, tramite i periodici, l'immagine della persona-star. La Dietrich, come scrisse poi sua figlia, venne presentata come una "Madonna": «Certo la Metro non sarebbe riuscita a trovare una figlia a Greta Garbo dall'oggi al domani!».
L'immagine venne rafforzata da film basati sul suo personaggio fino a Capriccio spagnolo (1935), quando terminò la collaborazione con Sternberg. La sua immagine venne perpetuata identica anche nei film successivi, ma all'abbandono del maestro essa iniziò a potenziare la propria immagine mediatica. Se prima evitava la mondanità hollywoodiana, dopo il 1935 vi si gettò a capofitto, con il fedele sarto Travis Banton a disegnarle i costumi, oltre che per il set, anche per le esibizioni in pubblico.
Mitico è rimasto il party in costume dove si presentò vestita da Leda, disegnando una vera icona camp, con i riccioli corti, alla greca, e inguainata da un vestito di chiffon bianco con piume che le ricoprivano la metà del corpo e una testa di cigno appoggiata sul seno; la accompagnava una sua amante-attrice vestita "da Dietrich", cioè con il cappello a cilindro e il frac.

### Rifiuto del nazismo e rapporti con la Germania

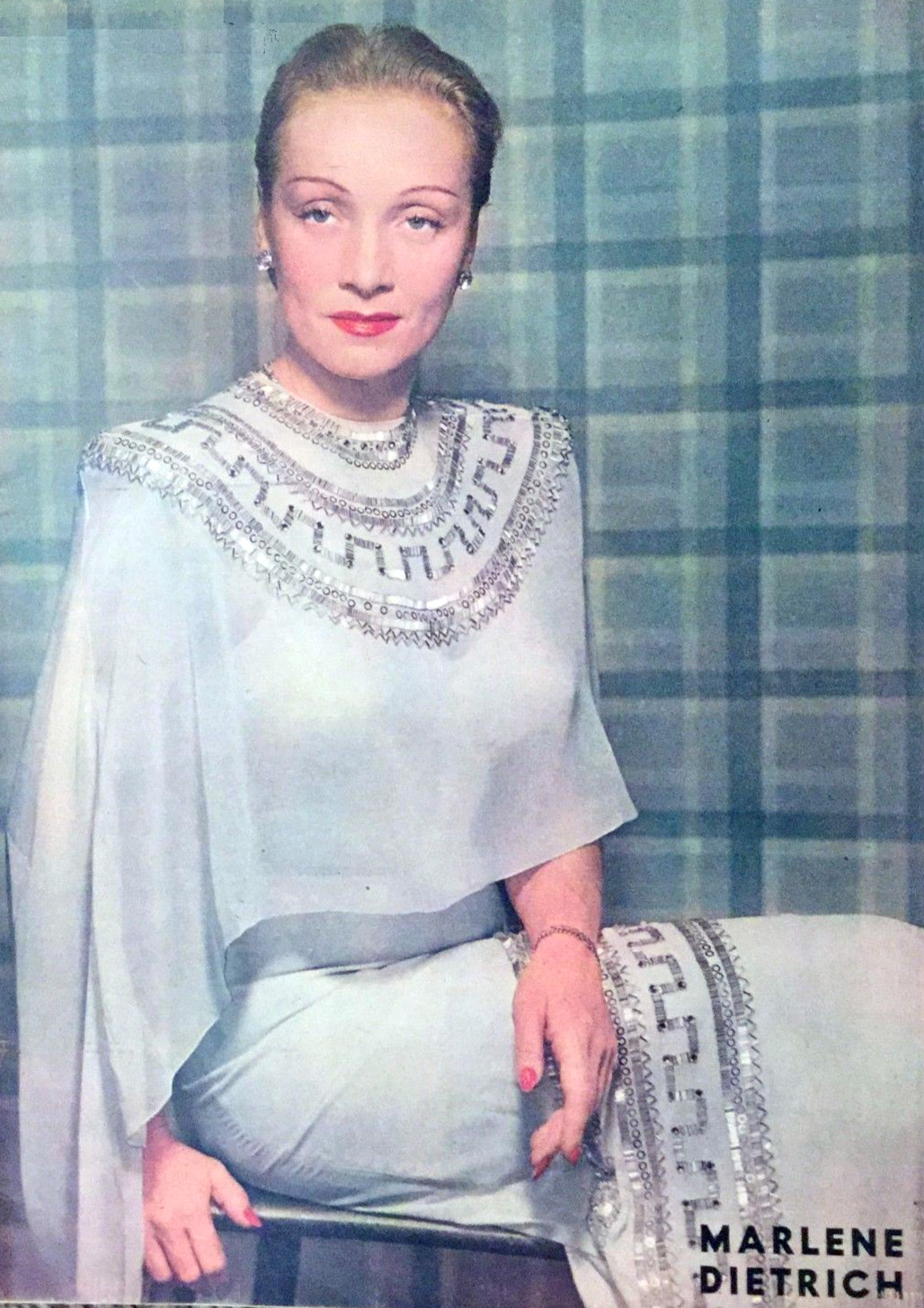
Marlene Dietrich nel 1943

Il rapporto con la Germania fu il dramma della sua vita. Profondamente legata alla sua identità tedesca ("Grazie a Dio, sono nata a Berlino", disse più volte) non perdonava alla Germania il regime nazista e, anche se Goebbels e Hitler (che la corteggiò a lungo) avrebbero voluto che diventasse una delle grandi rappresentanti del nazismo, lei rifiutò sempre ogni proposta in tal senso. Durante la guerra, ormai cittadina statunitense, accentuò la propria opposizione alla Germania nazista, e ne diede esplicita testimonianza accompagnando le truppe alleate con le proprie esibizioni, sia in Nord Africa sia sul suolo europeo. La fama della canzone Lili Marleen e dell'interprete fu di tale dimensione da divenire l'immagine di universalizzazione del conflitto per gli Alleati, proponendo l'idea di una guerra non contro le potenze dell'Asse, ma per la democrazia e la libertà. 
Nel 1947, prima donna della storia, ricevette la Medal of Freedom, massima onorificenza civile concessa negli Stati Uniti d'America. Ella dichiarò che lo considerava il riconoscimento di cui andava più fiera. Nel 1950 fu anche insignita dal governo francese della Legion d'onore, come riconoscimento della sua testimonianza in favore della democrazia in tempo di guerra.
Ancora molti anni dopo la fine della seconda guerra mondiale, la valutazione della Dietrich è controversa in Germania. Alcuni suoi compatrioti la ritennero una "traditrice" della patria. Quando l'attrice nel 1960 tornò in Germania nell'ambito di una grande tournée, durante una sua performance al Titania-Palast di Berlino alcuni protestarono, scandendo la frase "Marlene Go Home!". D'altra parte la Dietrich fu calorosamente accolta da altri tedeschi, fra i quali il sindaco di Berlino Willy Brandt, che era stato anche lui un oppositore del nazismo, costretto all'esilio. Quella fu l'ultima volta che l'artista si recò in Germania. Più volte poi dopo la sua morte, la sua tomba divenne oggetto di vandalismi da parte di gruppi neonazisti.
In un'occasione Marlene Dietrich disse che a volte sentiva una responsabilità personale, perché, se avesse accettato le offerte sessuali di Hitler, forse sarebbe riuscita a cambiare il modo di vedere del dittatore e a evitare la guerra mondiale. Nel 1996, dopo un acceso dibattito, le autorità locali di Berlin-Schöneberg, il suo paese di nascita, decisero di non intitolarle una strada. Ma l'8 novembre 1997 le venne intitolata la centrale "Marlene-Dietrich-Platz" a Berlino. La motivazione recita: «Berliner Weltstar des Films und des Chansons. Einsatz für Freiheit und Demokratie, für Berlin und Deutschland» ("Star berlinese nel mondo, per il cinema e il canto. Impegnata per la libertà e la democrazia, per Berlino e per la Germania").

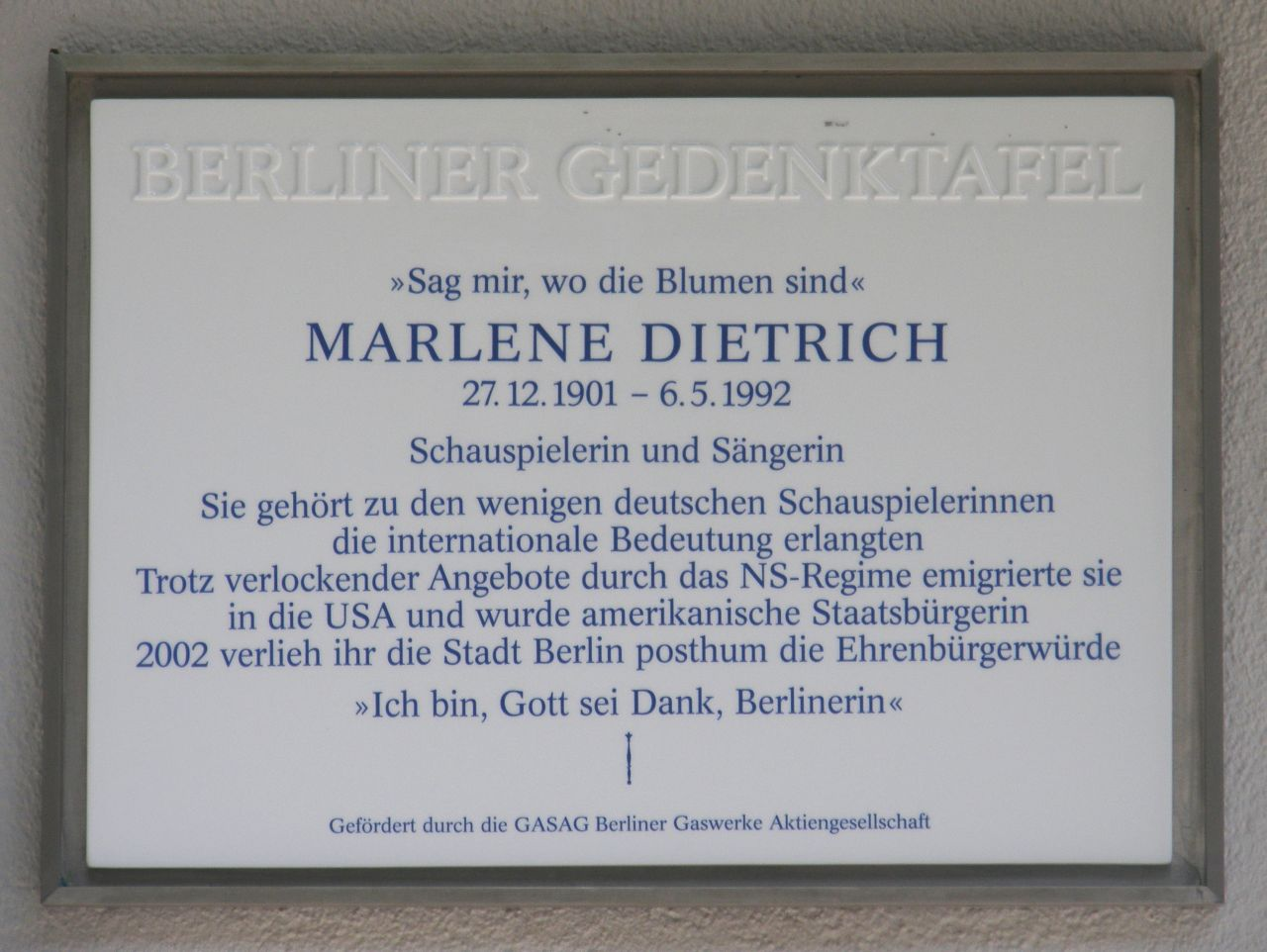
Targa commemorativa nella casa dove nacque, a Berlino

La Dietrich venne dichiarata cittadina onoraria di Berlino il 16 maggio 2002. Nel suo "memoriale" è scritto:
Il verso dell'epigrafe si richiama al titolo della canzone antimilitarista Where Have All the Flowers Gone?, resa celebre in tutto il mondo da Pete Seeger e Joan Baez, e ricorda che la Dietrich fu la prima a interpretarla in tedesco. Il rifiuto della guerra fu sempre presente nelle sue convinzioni e la portò a eseguire nel 1963 la canzone di Bob Dylan Blowin' in the Wind.

## Vita privata

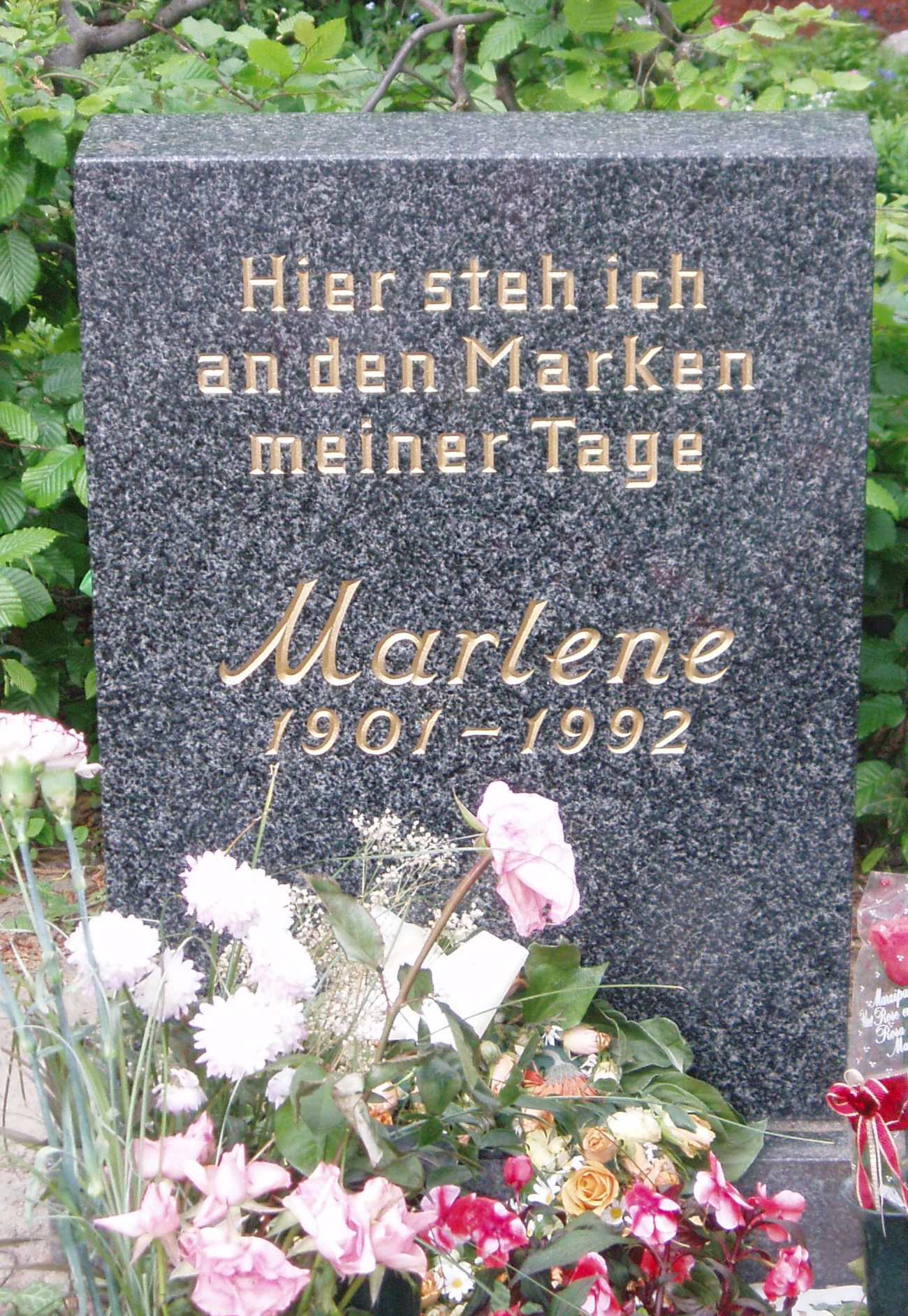
La tomba di Marlene Dietrich al cimitero di Friedenau

Grande scrittrice di lettere e diari, Marlene Dietrich raccolse nella sua casa di Parigi circa 300.000 testimonianze della sua vita. Dichiaratamente atea e bisessuale, ebbe molti amanti famosi, sia nel mondo del cinema sia tra scrittori famosi, fra i quali Ernest Hemingway. Ebbe anche molti amici tra gli omosessuali: le donne erano affascinate da lei e gli uomini ammaliati dal suo fascino.
Fu legata anche allo scrittore Erich Maria Remarque, il cui amore non era tuttavia ricambiato. Lo scrittore era molto geloso di Jean Gabin, reduce da una lunga relazione con l'attrice; nonostante ciò, Remarque e la Dietrich ebbero anche in seguito una lunga corrispondenza (ma le lettere inviate dall'attrice allo scrittore sono state quasi tutte distrutte dall'ultima moglie di Remarque, l'attrice Paulette Goddard).
Oltre al tedesco, parlava l'inglese, il francese e l'italiano. Amava l'Italia, dove soggiornava per brevi vacanze lontana da tutti; in seguito a una visita in quei luoghi, nel 1937 fece un appello per la valorizzazione della diramazione a trazione ippica Mano-Roccabianca della tranvia Parma-San Secondo-Busseto. Ad Avesa, allora comune autonomo alle porte di Verona, trascorse un periodo da una sua amica artista alla fine degli anni trenta.
Nel 1979 e nel 1984 pubblicò rispettivamente due autobiografie, la seconda delle quali intitolata laconicamente Marlene D. È stata la prima donna a farsi assicurare le gambe, stipulando un contratto con la società londinese Lloyd's. Secondo varie fonti, il valore dell'assicurazione toccava i due milioni di dollari, una cifra astronomica per l'epoca; non a caso la Dietrich era considerata la donna dalle gambe più belle al mondo, come disse anche Salvatore Ferragamo.
Si sposò solo una volta: nel 1923, con il produttore statunitense Rudolf Sieber, a cui rimase legata fino alla morte di lui, avvenuta nel 1976. Sieber non divorziò mai dalla Dietrich, nonostante fosse a conoscenza di tutte le relazioni extraconiugali della moglie con divi di Hollywood e con scrittori famosi, come il già citato Erich Maria Remarque.

## Filmografia
- Im Schatten des Glücks, regia di Robert Leffler (1919)
- Tragödie der Liebe, regia di Joe May (1923)
- Nell'anticamera del matrimonio (So sind die Männer), regia di Georg Jacoby (1923)
- Der Mensch am Wege, regia di William Dieterle (1923)
- Der Mönch von Santarem, regia di Lothar Mendes (1924)
- Der Sprung ins Leben, regia di Johannes Guter (1924)
- Il ballerino di mia moglie (Der Tänzer meiner Frau), regia di Alexander Korda (1925)
- Manon Lescaut, regia di Arthur Robison (1926)
- La signora che non vuole bambini (Madame wünscht keine Kinder), regia di Alexander Korda (1926) (non accreditata)
- Der Juxbaron, regia di Willi Wolff (1927)
- Eine Dubarry von heute, regia di Alexander Korda (1927)
- Kopf hoch, Charly!, regia di Willi Wolff (1927)
- Sein größter Bluff, regia di Henrik Galeen e Harry Piel (1927)
- Café Elektric, regia di Gustav Ucicky (1927)
- Principessa Olalà (Prinzessin Olala), regia di Robert Land (1928)
- Il bacillo dell'amore (Ich küsse Ihre Hand, Madame), regia di Robert Land (1929)
- Enigma (Die Frau, nach der man sich sehnt), regia di Curtis Bernhardt (1929)
- La nave degli uomini perduti (Das Schiff der verlorenen Menschen), regia di Maurice Tourneur (1929)
- I rischi del fidanzamento (Gefahren der Brautzeit), regia di Fred Sauer (1930)
- L'angelo azzurro (Der Blaue Engel), regia di Josef von Sternberg (1930)
- Marocco (Morocco), regia di Josef von Sternberg (1930)
- Disonorata (Dishonored), regia di Josef von Sternberg (1931)
- Shanghai Express, regia di Josef von Sternberg (1932)
- Venere bionda (Blonde Venus), regia di Josef von Sternberg (1932)
- Il cantico dei cantici (The Song of Songs), regia di Rouben Mamoulian (1933)
- L'imperatrice Caterina (The Scarlet Empress), regia di Josef von Sternberg (1934)
- Capriccio spagnolo (The Devil Is a Woman), regia di Josef von Sternberg (1935)
- Ho amato un soldato (I Loved a Soldier), regia di Henry Hathaway (1936)
- Desiderio (Desire), regia di Frank Borzage (1936)
- Il giardino di Allah (The Garden of Allah), regia di Richard Boleslawski (1936)
- L'ultimo treno da Mosca (Knight Without Armour), regia di Jacques Feyder (1937)
- Angelo (Angel), regia di Ernst Lubitsch (1937)
- Partita d'azzardo (Destry Rides Again), regia di George Marshall (1939)
- La taverna dei sette peccati (Seven Sinners), regia di Tay Garnett (1940)
- L'ammaliatrice (The Flame of New Orleans), regia di René Clair (1941)
- Fulminati (Manpower), regia di Raoul Walsh (1941)
- La signora acconsente (The Lady Is Willing), regia di Mitchell Leisen (1942)
- I cacciatori dell'oro (The Spoilers), regia di Ray Enright (1942)
- La febbre dell'oro nero (Pittsburgh), regia di Lewis Seiler (1942)
- Kismet, regia di William Dieterle (1944)
- Turbine d'amore (Martin Roumagnac), regia di Georges Lacombe (1946)
- Passione di zingara (Golden Earrings), regia di Mitchell Leisen (1947)
- Scandalo internazionale (A Foreign Affair), regia di Billy Wilder (1948)
- Jigsaw, regia di Fletcher Markle (1949) - non accreditata
- Paura in palcoscenico (Stage Fright), regia di Alfred Hitchcock (1950)
- Il viaggio indimenticabile (No Highway), regia di Henry Koster (1951)
- Rancho Notorious, regia di Fritz Lang (1952)
- Il giro del mondo in ottanta giorni (Around the World in Eighty Days), regia di Michael Anderson (1956)
- Montecarlo, regia di Samuel A. Taylor (1957)
- Testimone d'accusa (Witness for the Prosecution), regia di Billy Wilder (1957)
- L'infernale Quinlan (Touch of Evil), regia di Orson Welles (1958)
- Vincitori e vinti (Judgment at Nuremberg), regia di Stanley Kramer (1961)
- Insieme a Parigi (Paris - When It Sizzles), regia di Richard Quine (1964) - cameo, non accreditata
- Gigolò (Schöner Gigolo, armer Gigolo), regia di David Hemmings (1978)

### Documentari su di lei
- The Fashion Side of Hollywood documentario, regia di Josef von Sternberg (1935)
- Le dee dell'amore (The Love Goddesses) documentario di Saul J. Turell - filmati di repertorio (1965)
- Marlene[25] (1984)
- The Casting Couch, regia di John Sealey - video con filmati di repertorio (1995)
- Io e lei (miniserie TV), quinto episodio, regia di Massimo Ferrari, interpretato da Elena Radonicich (2019)

## Riconoscimenti
- Premio Oscar
  - 1931 – Candidatura alla miglior attrice per Marocco
- Golden Globe
  - 1958 – Candidatura alla miglior attrice in un film drammatico per Testimone d'accusa
- David di Donatello
  - 1962 – Miglior attrice protagonista per Vincitori e vinti
- German Film Awards
  - 1980 – Alla carriera
- Festival di Roma
  - 1983 – Candidatura al Premio d'oro alla star dell'anno

## Omaggi

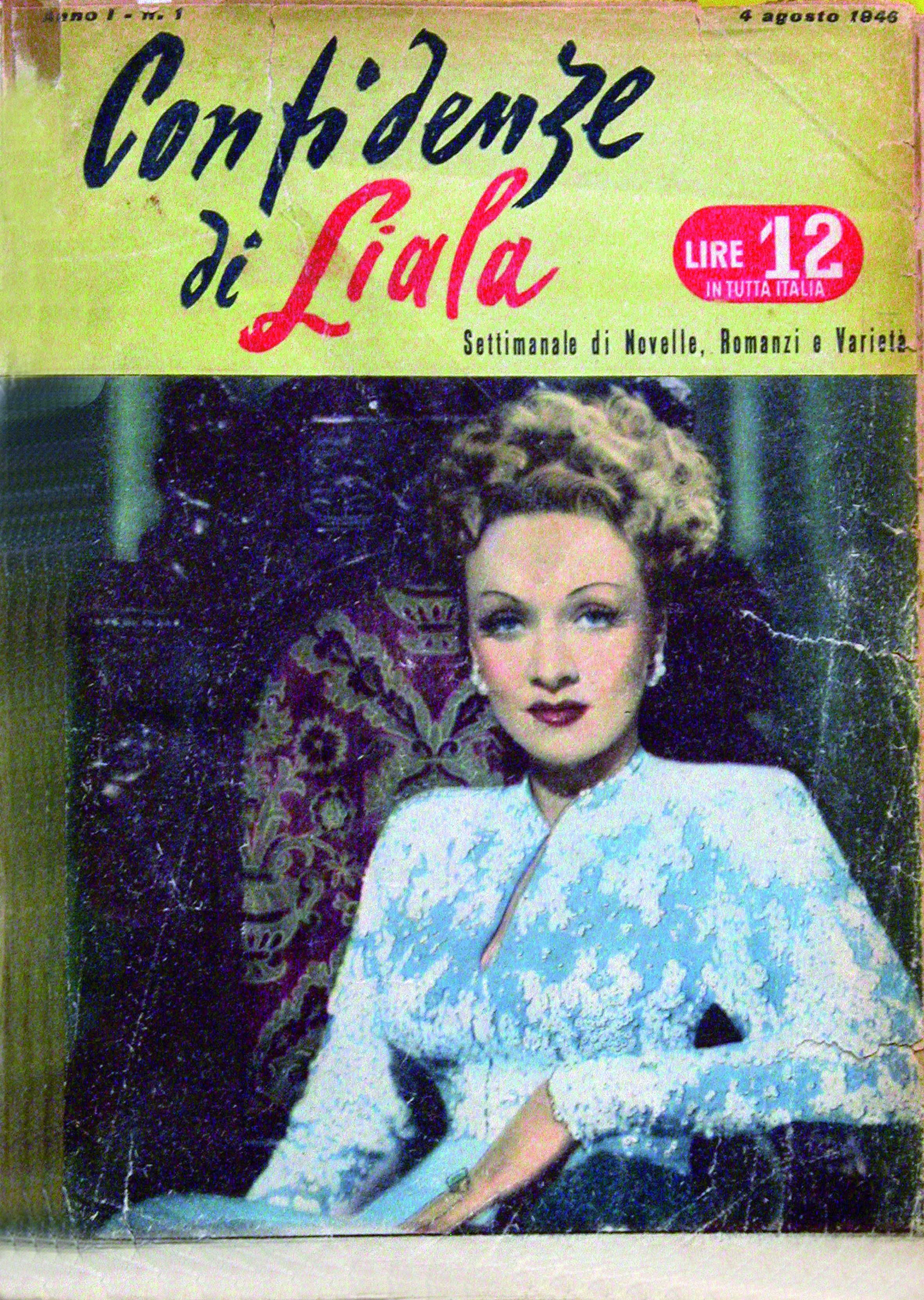
Marlene Dietrich sulla copertina del primo numero della rivista italiana Confidenze (4 agosto 1946)

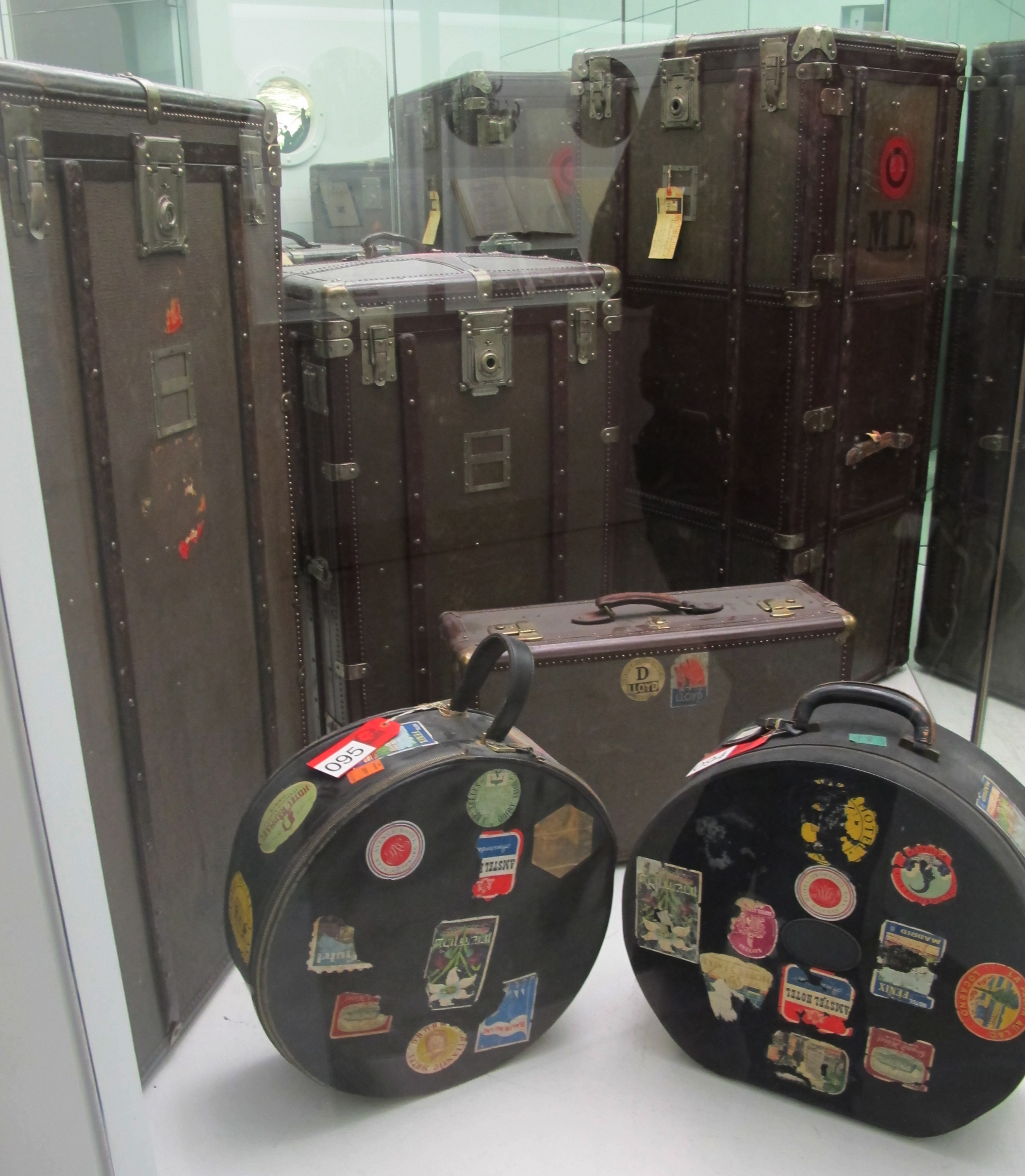
Set di valigie originale di Marlene Dietrich esposto al Filmmuseum di Berlino

La cantante e attrice brasiliana Marlene si ispirò a lei per la scelta del nome d'arte.
Pare che Bob Dylan si sia ispirato a lei nello scrivere la canzone Forever Young.
Suzanne Vega, nella sua canzone Marlene on the Wall, cita e rende omaggio all'attrice, ricordando nel testo della canzone la fotografia della Dietrich che era appesa nella sua stanza durante la sua adolescenza.
Peter Murphy le dedica una sentimentale poesia nel brano Marlene Dietrich's Favourite Poem.
La raffinata immagine di Freddie Mercury nella copertina dell'album Queen II del 1974 è ispirata a una famosa foto di Marlene Dietrich, mentre i Marlene Kuntz si sono ispirati al nome di Marlene Dietrich. Nel 1981 i Matia Bazar aprono il loro album Berlino Parigi Londra con una versione elettronica di Lili Marlene.
Francesco De Gregori cita "Lili Marlene" nel suo brano Alice, e il nome di Marlene Dietrich viene citato anche in una canzone scritta da Franco Battiato dal titolo Alexanderplatz.
La popstar Madonna l'ha citata nella canzone Vogue, attribuendole una forte influenza, a livello di immagine, per la sua carriera "Avendo sconvolto la figura femminile".
Innumerevoli, dopo la sua scomparsa, sono stati e continuano a essere i lavori cinematografici, televisivi, radiofonici e teatrali a lei ispirati. Il più noto è Bugsy di Barry Levinson - iniziato a girare quando la Dietrich era ancora in vita - con Warren Beatty, Elliott Gould, Harvey Keitel, Ben Kingsley e Joe Mantegna, che uscì pochi mesi prima della scomparsa della diva. Il suo ruolo - e sarà la prima volta che Hollywood porta sullo schermo il personaggio Marlene Dietrich - era interpretato dall'attrice/cantante croato-americana Ksenija Prohaska, la quale dal 1999 porta in scena in tutto il mondo e in diverse lingue il monodramma musicale Marlene Dietrich, un monoshow con musiche dal vivo che le ha fruttato numerosi riconoscimenti tra cui il Premio Adelaide Ristori, conferitole dal Mittelfest diretto da Moni Ovadia.
Nel 2000 la vita di Marlene Dietrich fu portata sullo schermo in una co-produzione italo-tedesca dal regista tedesco Joseph Vilsmaier con il titolo Marlene, nel quale la parte della protagonista è interpretata dall'attrice tedesca Katja Flint.
Un suo ritratto figurativo e letterario, ispirato al film L'angelo azzurro, si trova nel volume Colloquio coi personaggi di Antonio Vinciguerra e Rossano Vittori, catalogo della Mostra spettacolo "Quella magica galleria", che ha avuto luogo ai Bottini dell'Olio di Livorno, a cura del Comune di Livorno nel 1992.
Nella quarta stagione di American Horror Story, Freakshow, la protagonista Elsa Mars (Jessica Lange) cita ricorrentemente Marlene come sua rivale e "brutta copia". Elsa, oltre ad assomigliarle in tutto e per tutto, come Marlene ha origine tedesche ed è una showgirl abile nel canto.
Nella nona stagione di RuPaul's Drag Race, Sasha Velour imita Marlene durante lo snatch game, quasi vincendo la sfida settimanale.

## Doppiatrici italiane
Nelle versioni in italiano delle opere in cui ha recitato, Marlene Dietrich è stata doppiata da:
- Tina Lattanzi in L'angelo azzurro (ridoppiaggio), Disonorata, Shanghai Express, Venere bionda (1º ridoppiaggio), Il cantico dei cantici, L'imperatrice Caterina, Capriccio spagnolo, Desiderio, La taverna dei sette peccati, La signora acconsente, I cacciatori dell'oro, La febbre dell'oro nero, Kismet, La nave della morte, Turbine d'amore, Paura in palcoscenico, Rancho Notorious
- Andreina Pagnani in Venere bionda, Il giardino di Allah, Angelo, L'ammaliatrice, Fulminati, Passione di zingara, Scandalo internazionale, Montecarlo, Testimone d'accusa, L'infernale Quinlan
- Lydia Simoneschi in Partita d'azzardo, Il viaggio indimenticabile, Il giro del mondo in 80 giorni, Vincitori e vinti
- Vittoria Febbi nei ridoppiaggi di Marocco, Venere bionda (2º ridoppiaggio), L'ultimo treno da Mosca, Paura in palcoscenico
- Paola Bacci nei ridoppiaggi di Disonorata, L'imperatrice Caterina, Desiderio
- Norma Redivo in Marocco (doppiaggio originale)[29]
- Elena Da Venezia in L'ultimo treno da Mosca
- Paola Mannoni in Gigolò
- Pinella Dragani in Il cantico dei cantici (ridoppiaggio)
- Anna Proclemer in Capriccio spagnolo (ridoppiaggio)
- Marta Altinier in Partita d'azzardo (ridoppiaggio)
- Maria Fiore in I cacciatori dell'oro (ridoppiaggio)
- Cristiana Lionello in L'infernale Quinlan (ridoppiaggio)